# Fotbollsåret 2020
Fotbollsåret 2020 var starkt präglat av coronaviruspandemin 2019–2021. Flertalet ligor fick avbryta eller flytta matcher enligt gällande restriktioner och rekommendationer.

## Landslagsevenemang
| Färg- och teckenförklaring | Färg- och teckenförklaring | Färg- och teckenförklaring             |
| Färg                       | Konfederation              | Kontinent                              |
| -------------------------- | -------------------------- | -------------------------------------- |
| 0                          | FIFA                       | Globalt                                |
| 0                          | AFC                        | Asien                                  |
| 0                          | CAF                        | Afrika                                 |
| 0                          | CONCACAF                   | Nord- och Centralamerika samt Karibien |
| 0                          | CONMEBOL                   | Sydamerika                             |
| 0                          | OFC                        | Oceanien                               |
| 0                          | UEFA                       | Europa                                 |

### Interkontinentalt
Fotboll vid olympiska sommarspelen 2020 uppskjutet p.g.a. Covid-19
 Damernas turnering uppskjutet p.g.a. Covid-19
 Herrarnas turnering uppskjutet p.g.a. Covid-19
     U17-världsmästerskapet i fotboll för damer 2020 (världland: Indien) uppskjutet till 2021 p.g.a. Covid-19

### Kontinentalt
Copa América 2020 uppskjutet till 2021 p.g.a. Covid-19
     Europamästerskapet i fotboll 2020 uppskjutet till 2021 p.g.a. Covid-19

### Kontinentala U-landslagsevenemang

#### Damer
Concacaf Women’s Under-20 Championship 2020 (världland: Dominikanska republiken) –  USA:s U20
     Concacaf Women’s Under-17 Championship 2020 (världland: Mexiko)

#### Herrar
AFC U-19 Championship 2020 (världland: Uzbekistan) (14–31 oktober 2020)
     AFC U-16 Championship 2020 (världland: Bahrain) (25 november–12 december 2020)

## Klubblagsevenemang

### Interkontinentalt
Världsmästerskapet i fotboll för klubblag 2020 (världland: Qatar) spelas tidigast efter januari 2021.

### Kontinentalt

#### Damer
Uefa Women's Champions League 2019/2020 –  Olympique Lyonnais

#### Herrar
AFC Champions League 2020 (10 februari–19 december 2020)
     Caf Champions League 2019/2020 (29 november 2019–27 november 2020)
     Concacaf Champions League 2020 18 februari–22 december (ursprungligen skulle finalen spelas 7 maj) 2020
     Caribbean Club Shield 2020
     Copa Libertadores 2020 (21 januari–21 november 2020)
     Copa Sudamericana 2020
     OFC Champions League 2020 mästerskapet avbröts efter gruppspelets slut, ingen mästare korades detta år.
     Uefa Champions League 2019/2020 –  Bayern München
 CFU  Caribbean Club Championship 2020 mästerskapet avbröts efter gruppspelets slut, ingen mästare korades detta år. Atlético Pantoja hade flest poäng i gruppspelet och kvalificerade sig till Concacaf Champions League 2021.